# Johannes Eriksen
Johannes Eriksen (Frederiksberg, Dinamarca, 12 de junio de 1889-ídem, 25 de junio de 1963) fue un deportista danés especialista en lucha grecorromana donde llegó a ser medallista de bronce olímpico en Amberes 1920.

## Carrera deportiva
En los Juegos Olímpicos de 1920 celebrados en Amberes ganó la medalla de bronce en lucha grecorromana estilo peso ligero-pesado, siendo superado por el sueco Claes Johanson (oro) y el finlandés Edil Rosenqvist (plata).